# Delphos (Iowa)
Pour les articles homonymes, voir Delphos.
Delphos est une ville du comté de Ringgold, en Iowa, aux États-Unis. Elle est incorporée le 3 avril 1920.

## Source de la traduction
- (en) Cet article est partiellement ou en totalité issu de l’article de Wikipédia en anglais intitulé « Delphos, Iowa » (voir la liste des auteurs).